# 부시위크
《부시위크》(영어: Bushwick)는 미국에서 제작된 조너선 밀럿, 케리 머니언 감독의 2017년 액션 스릴러 영화이다. 데이브 버티스타, 브리트니 스노 등이 출연하였고, 네이트 볼로틴 등이 제작에 참여하였다.

## 출연
- 데이브 버티스타
- 브리트니 스노
- 앤절릭 잼브라나
- 제프 리마
- 크리스천 나바로
- 아르투로 카스트로
- 제러미 해리스

## 기타 제작진
- 총괄 제작: 데이브 버티스타